# Nimbadon
Nimbadon — вимерлий рід сумчастих з родини Diprotodontidae, що жив з пізнього олігоцену до епох міоцену. Багато скам'янілостей було знайдено в об'єкті Всесвітньої спадщини Ріверслі на північному заході Квінсленда. На відміну від більшості членів родини, вважається, що він веде деревний, а не наземний спосіб життя.
У 1990 році в раніше невідомій печері в регіоні знайшли черепа. Дослідники підрахували, що перший вид Німбадона вперше з'явився приблизно 25 мільйонів років тому і вимер приблизно 12 мільйонів років тому, можливо, через втрату середовища проживання через зміну клімату.
Nimbadon lavaracorum описано як коалоподібний. Цей вид мешкав на деревах, харчувався переважно стеблами та листям. Ноги й кігті були великі, зовні схожі на коали. Під час ходьби кігті втягувались.